# Tevagn

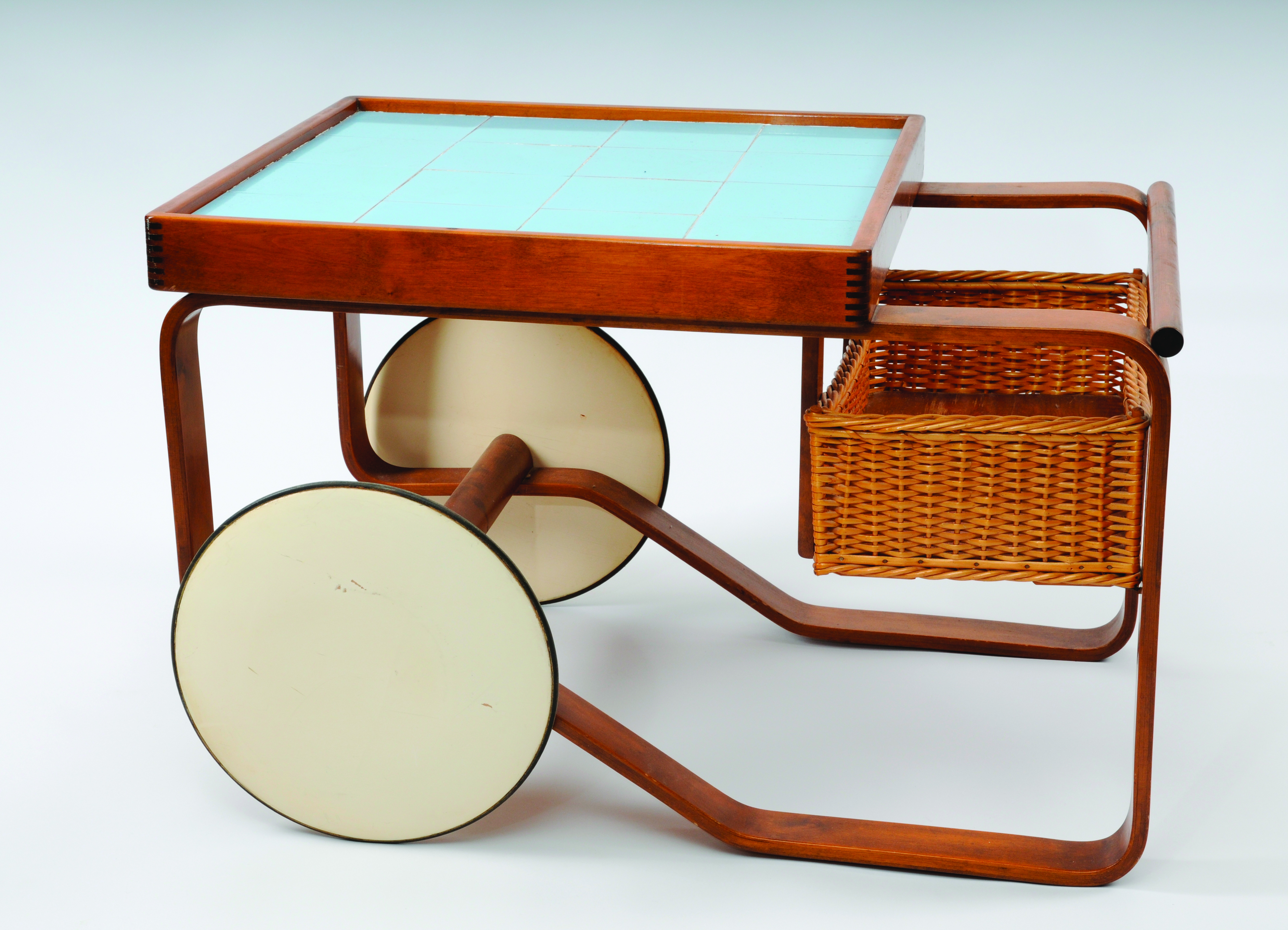
Tevagn, formgiven av Alvar Aalto 1937

Tevagn, eller drinkvagn, är en mindre serveringsvagn, eller ett mindre rullbord på hjul, avsedd för att transportera in dryck och mat till uppehållsrum och matsalar. Den underlättar servering samt in- och avdukning.
Tevagnen introducerades i det viktorianska England under slutet av 1800-talet för överklasshem, där till exempel eftermiddagste togs in i sällskapsutrymmen av betjänter och pigor. Med spridning av överklassvanor till medelklassen, spreds tevagnen för att bli vanlig i Storbritannien under den viktorianska tiden och senare, och därifrån till andra länder. Den klassiska tevagnen är formgiven som ett bord med två stora främre hjul och två mindre bakre hjul, samt extra avställningsyta.
I USA användes tevagnen som drinkvagn och har populariserats i Hollywood-filmer från 1950- och 1960-talen.

## Bildgalleri

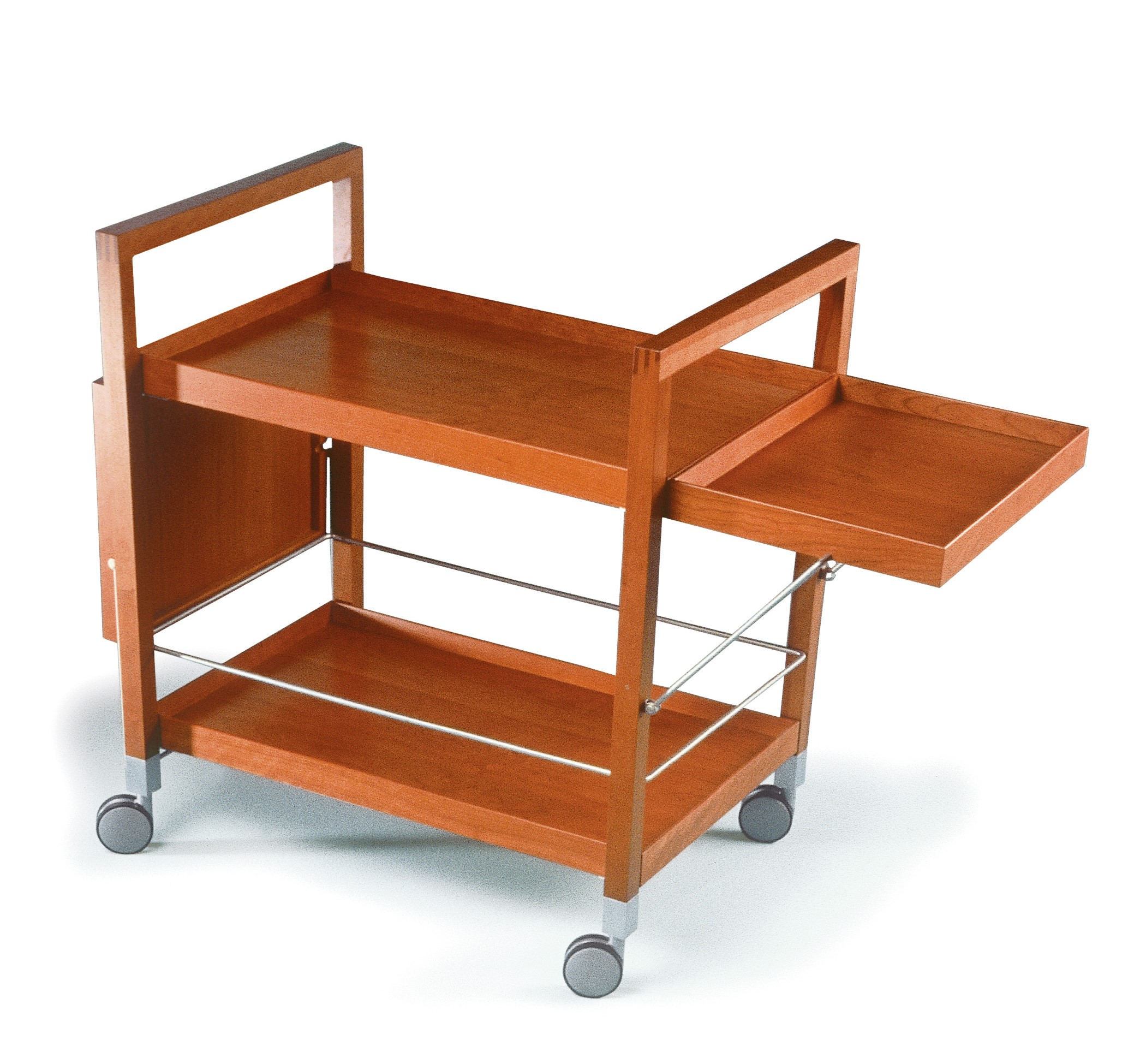
Tevagn av Dieter Sieger
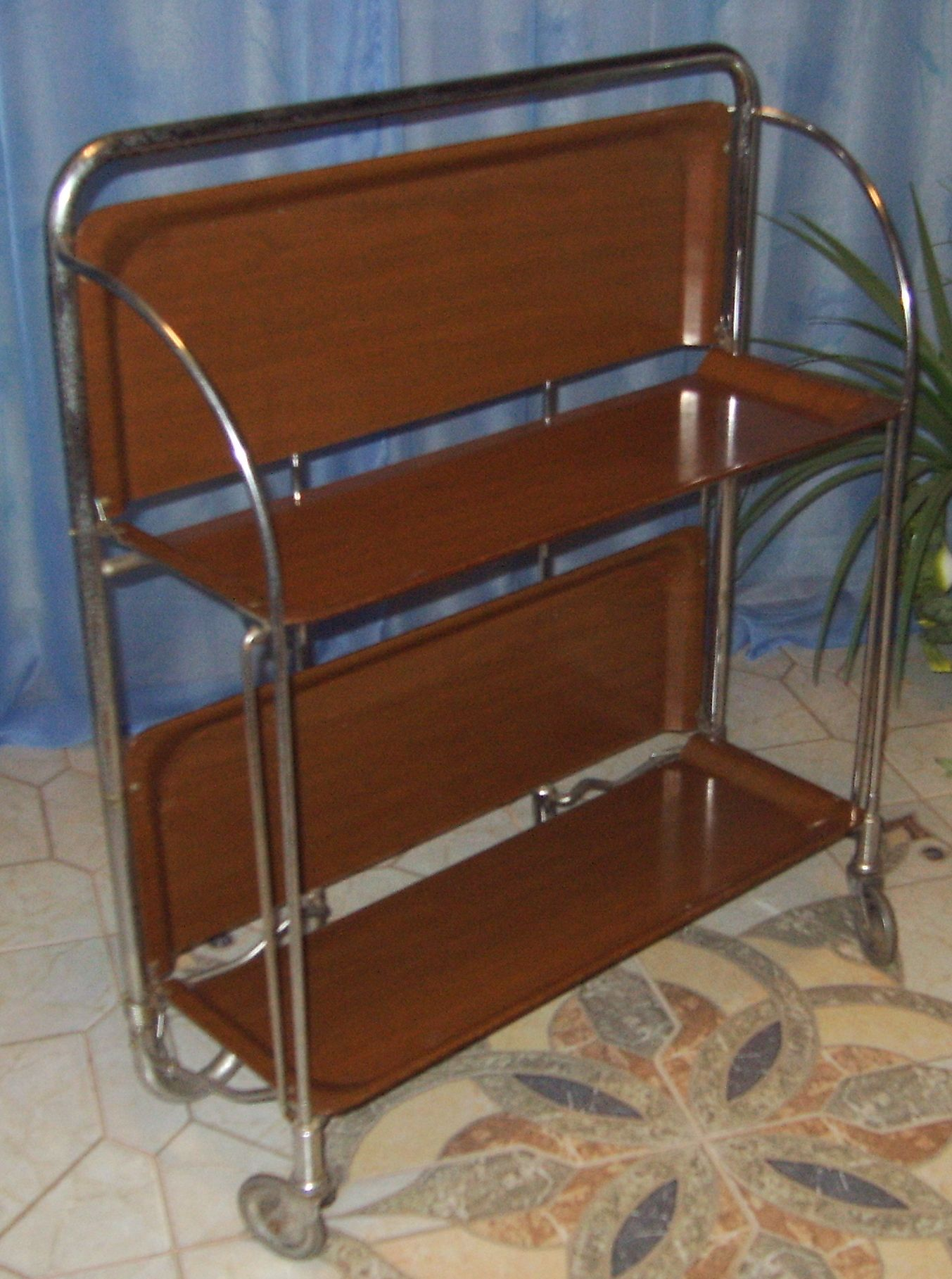
Hopfällbar serveringsvagn
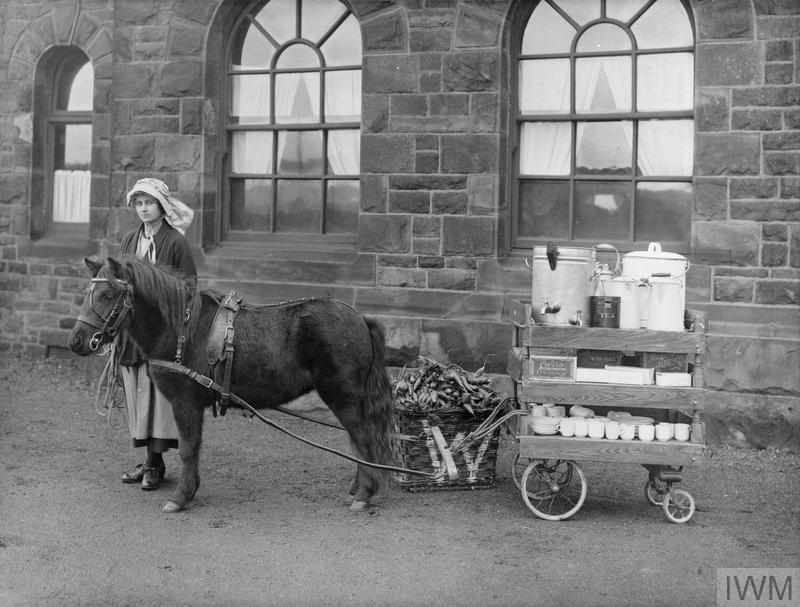
Serveringsvagn för te för utomhusbruk i Lancaster, 1910-talet